# هاینز هایزه
هاینز هایزه (انگلیسی: Heinz Heise) شرکت رسانه‌ای آلمانی است، که در سال ۱۹۴۹ تأسیس شد.